# Затмения Фукидида
Затме́ния Фукиди́да — три затмения, два солнечных и лунное, описанные древнегреческим историком Фукидидом в его «Истории Пелопоннесской войны». Согласно Фукидиду, они произошли на первом, восьмом и девятнадцатом году войны. Эти указания позволили уточнить год начала описываемых Фукидидом событий.

## «История Пелопоннесской войны»
«История Пелопоннесской войны» — книга древнегреческого историка Фукидида, посвящённая причинам и ходу войны между Спартой и Афинами в V веке до н. э. Автор, афинянин, сам был участником и очевидцем многих описанных событий.
В отличие от Геродота, Фукидид составил свою «Историю» в строгом хронологическом порядке. Каждый год войны разделён на два периода — лето и зиму. Боевые действия ведутся летом, а зима используется для подготовки. Подобная структура книги позволяет с точностью до полугода определить, когда произошло то или иное событие.
В конце первой книги Фукидид сообщает, что во время войны затмения случались особенно часто и в дальнейшем тексте отмечает три из них — два солнечных и одно лунное. Два солнечных затмения описаны в книге без связи с другими событиями. Из лунных затмений, произошедших за 17 лет войны, упомянуто лишь одно, в связи с переполохом, который оно вызвало у афинян — последние сочли его дурным предзнаменованием и чуть не отменили готовую к отправке морскую экспедицию. Остальные лунные затмения, вероятно, автор не счёл достойными упоминания.
Фукидид верно указывает, что солнечные затмения возможны лишь в новолуние, он также обращает внимание, что лунное затмение произошло при полной луне, однако остаётся неясным, понимал ли он физические причины, вызывающие их. Только незадолго до времени написания книги эти причины были объяснены Анаксагором.

## Описание затмений

### Первое затмение (затмение Перикла)
Первое затмение произошло летом в первый год Пелопоннесской войны и описано следующим образом:
Тем же летом в новолуние (когда это, видимо, только и возможно) после полудня произошло солнечное затмение, и затем солнечный диск снова стал полным. Некоторое время солнце имело вид полумесяца, и на небе появилось даже несколько звёзд.

Затмение первого года войны часто называют «затмением Перикла» из-за истории, рассказанной о нём Плутархом. Плутарх, написавший свои «Сравнительные жизнеописания» через 500 лет после Фукидида, посвятил ей целый абзац в главе о Перикле. Перикл у Плутарха хорошо понимает причину затмений. «Жизнеописания» повествуют, что, желая нанести удар по неприятелю, Перикл собрал морской флот и был готов уже отплыть, когда случилось затмение, вызвавшее всеобщее смятение. Тогда Перикл, 
… видя ужас и полную растерянность кормчего, поднял свой плащ перед его глазами и, накрыв его, спросил, неужели в этом есть какое-нибудь несчастие или он считает это предзнаменованием какого-нибудь несчастия. Тот отвечал, что нет. «Так чем же то явление отличается от этого, — сказал Перикл, — как не тем, что предмет, который был причиной темноты, больше плаща?»
 Об этом эпизоде сообщают также римские писатели Цицерон, Квинтилиан и Валерий Максим.
Фукидид не упоминает об этой истории с Периклом. Единственное место в его книге, где затмение было принято за плохое предзнаменование, связано с третьим, лунным затмением.

### Второе затмение
Второе затмение явно описано как частное:
В начале следующего лета под новолуние произошло частичное затмение Солнца.

### Лунное затмение
Третье из описанных Фукидидом затмений произошло под конец сицилийской экспедиции, вскоре после того, как предводители афинской армии решили покинуть остров. Решение об отступлении было принято генералами ввиду изменения баланса сил в пользу противника — афиняне узнали о свежих пополнениях у врага в то время, как в их собственной армии многие солдаты были поражены болезнью. Затмение произошло в тот момент, когда афинская армия уже готова была погрузиться на корабли:
Когда всё было уже готово к отплытию, произошло лунное затмение, так как в это время как раз было полнолуние.
Затмение было принято за дурной знак, и это вынудило афинян повременить с отплытием. Фукидид пишет, что Никий, один из командиров афинской армии, человек крайне суеверный, с этого момента отказывался даже рассматривать вопрос об эвакуации. Было решено обождать, пока с затмения не пройдёт 27 дней. Но момент был упущен — за это время сиракузцы подготовили свои силы и в серии сражений полностью разбили армию афинян. Об этом событии сообщают также Плутарх, Полибий и Квинтилиан.

## Датировка затмений
В тексте Фукидида («История» II, 2) событие, непосредственно предшествующее первому затмению (начало Пелопоннесской войны в марте того же года), старательно датировано по нескольким хронологическим системам: как случившееся на «сорок восьмой год жречества Хрисиды в Аргосе, когда Энесий был эфором в Спарте, а Пифодору оставалось 4 месяца до окончания архонтства в Афинах». В дальнейшей практике из этих указаний сохранила значение датировка по афинским архонтам (см. таблицу архонтов), впоследствии сопоставленная с эрой олимпиад (несколько Олимпиад и их победителей описывает и сам Фукидид), а через неё — с римской системой датировок, которая, в свою очередь, непосредственно связана с нашей современной. Так, у Диодора Сицилийского события, включая события Пелопоннесской войны, датированы одновременно по архонтам, олимпиадам (начало 2-го года 87-й Олимпиады) и римским консулам. В первой части своей «Хроники» Евсевий Кесарийский пишет, что война началась в год 87 Олимпиады 432 г. до н. э., на которой в беге на стадионе победил Софрон из Амбракии, а во второй части, более известной в латинском изложении Иеронима, приводит несколько более детальную хронологию событий. Таким образом, античная датировка начала войны (и первого затмения) — конец года архонтства Пифодора, то есть 1 года 87 олимпиады, что соответствует 431 г. до н. э. Соответственно, следующие затмения произошли в 424 и 413 гг. до н. э. В новой историографии эту дату впервые указал Крусиус в 1578 г., а спустя пять лет Скалигер писал: «Три солнечных затмения [так в тексте], одно лунное и источники с определённостью фиксируют эту эру [начало Пелопоннесской войны] на Ol.87.1=JP4283=431BC» (1 г. 87 Олимпиады=4283 г. юлианского периода=431 г. до н. э.).
В 1604 г. Иоганн Кеплер, а в 1627 г. Дионисий Петавий также провели астрономические расчёты дат затмений. Получившиеся даты: 3 августа 431 г. до н. э. для первого, 21 марта 424 г. до н. э. для второго и 27 августа 413 г. до н. э. для третьего (лунного).
С этими расчётами совпало, кроме года, и время первого затмения, обозначенное Фукидидом выражением «после полудня», что аналогично нашему «во второй половине дня» (греки делили день на 5 частей: раннее утро; час, когда рынок наполняется народом; полдень; после полудня; вечер; при этом «полднем» называлось время сиесты в самый пик жары). По расчётам затмение началось в 16:15, а его максимум пришёлся на 17:20 по афинскому времени. Современный обзор историко-астрономических аспектов затмений Фукидида представлен в работе специалистов по древним затмениям.

## Затмение Перикла и его фаза
Со времени расчёта Кеплера считалось, что затмение 431 года было полным. Ещё Дж. Гершель полагал его таким, хотя и написал, что стоило бы сделать расчёт ещё раз. Однако в XIX веке, с увеличением точности астрономических вычислений, обнаружилось, что затмение 431 года было кольцеобразным, а в Афинах наблюдалось лишь как частное, хотя и в большой фазе. Это согласуется с описанием Фукидидом Солнца в виде месяца, но далее автор пишет, что в максимальной фазе на небе были видны звёзды. Большинство астрономов согласно, что при этих обстоятельствах на небе кроме затменного Солнца могла наблюдаться только планета Венера (условия видимости которой были близки к оптимальным), что противоречит упоминанию Фукидидом звёзд во множественном числе.
Фраза о звёздах была воспринята как художественное преувеличение, тем более понятно, что событие было записано через много лет, при этом из текста книги не следует, что Фукидид наблюдал затмение лично. Тем не менее, это несоответствие позволило некоторым авторам поставить под сомнение идентификацию затмения Перикла и затмения 3 августа 431 года и предложить альтернативную датировку. Были проведены попытки найти другое затмение около даты начала войны, которое бы больше подходило под описание. В конце XIX века С. Джонсон предложил более раннюю дату — 30 марта 433 года. Однако эта версия не получила поддержки: в 1884 году в полемике на страницах журнала «The Observatory» она была опровергнута Линном. Последний указал, что 30 марта слишком ранняя дата, чтобы вместить множественные события, произошедшие в том году до затмения. Кроме того, второе затмение в таком случае смещается с 8-го на 10-й год войны, в противоречие с текстом Фукидида.
Оригинальный подход проявил известный историк античности Манро. В опубликованной в 1919 году статье он обратил внимание, что Фукидид описывает события начала и конца лета так, как будто он сам при них присутствовал, в то же время непонятно, был ли он в Афинах в середине лета. Манро, посчитав слова Фукидида о звёздах точным описанием виденного им, предложил по этому описанию определить, где именно находился автор «Истории» 3 августа 431 года. В итоге Манро пришёл к выводу, что в этот день Фукидид был с посольством во Фракии, где фаза затмения была большей.
Согласно современным расчётам максимальная фаза затмения 3 августа 431 года в Афинах составляла 0,882.

## Морозов и «Новая хронология»
Н. А. Морозов усмотрел в предполагаемом противоречии текста Фукидида астрономической реальности свидетельство несостоятельности всей существующей хронологии. Он предложил свои даты затмений: 2 августа 1133 г. н. э., и далее 20 марта 1140 г. и 28 августа 1151 г., причём первое затмение оказывается полным, как, по мнению Морозова, и следовало по Фукидиду, а также ближе к полудню по времени кульминации — 14:00 афинского времени (Морозов явно имел в виду астрономический полдень — 12 часов). Вслед за Морозовым к этой дате относит затмение, а с ним и все описываемые Фукидидом события, так называемая «Новая хронология» А. Т. Фоменко, причём Фоменко параллельно морозовскому предложил и собственный вариант: 22 августа 1039 г. н. э., 9 апреля 1046 г. н. э., 15 сентября 1057 г. н. э. Критикуя предположения, что Фукидид мог видеть Венеру, Фоменко считает маловероятным, чтобы Венеру можно было заметить рядом с ослепительным (хотя и ослабленным в несколько раз) Солнцем.

### Критика версии «Новой хронологии»
Историки и большинство астрономов категорически не согласны с версией «Новой хронологии», указывая на то, что считают методологическим произволом в подходе её авторов.

Яркий пример ошибки такого рода у А. Т. Ф. разбирают Е. С. Голубцова и В. М. Смирин и вслед за ними А. Л. Пономарёв. Рассказывая о затмении 431 г. до н. э., Фукидид сообщает о том, что солнце стало месяцевидным, а также о том, что появились кое-какие звёзды. А. Т. Ф., исходя из литературного русского перевода Фукидида, понимает это так, что сначала солнце стало месяцевидным, а позднее (когда затмение достигло полной фазы) появились звёзды. Тем самым А. Т. Ф. видит здесь сообщение о полном солнечном затмении. Однако, как показали названные авторы, такое толкование возможно только для использованного А. Т. Ф. перевода. Подлинный текст Фукидида такой возможности не даёт: он может быть понят только так, что указанные события одновременны: солнце стало месяцевидным (то есть затмилось не полностью) и при этом появились кое-какие звёзды.
— Зализняк А. А. Лингвистика по А. Т. Фоменко
Отмечается также, что сведения, предоставляемые древним автором, «отличаются, скажем, от научных фотографий уже тем, что они не даны нам в готовом виде», они представляют собой субъективное отражение реальности и при том изложены на мёртвом языке, а потому могут быть адекватно извлечены лишь при помощи научной интерпретации источника (историко-филологической критики). Далее, обращается внимание на порочный круг в рассуждениях: полностью отвергая исторические источники в целом, Морозов и его последователи «проявляют абсолютное доверие к произвольно вырванному из него (источника) и произвольно истолкованному фрагменту». Относительно «альтернативных» затмений, предлагаемых Морозовым-Фоменко, критики «Новой хронологии» отмечают, что затмение 1140 г. на широте Афин было слабым (затмилось 40 % поверхности Солнца), и в таком случае совершенно непонятно, почему морозовский «Фукидид XII века» не описал затмения 1138 и 1147 гг., когда было закрыто до 90 % солнечного диска; что же до собственного варианта Фоменко, то предложенное им затмение 1039 г. было кольцеобразным, и даже слабее, чем оспариваемое затмение 431 г. до н. э. (затмилось 70 % солнечного диска).